# Giuseppe Volpi
Pour les articles homonymes, voir Volpi.
Giuseppe Volpi, comte de Misurata, né à Venise le 19 novembre 1877 et mort à Rome le 16 novembre 1947, est  un entrepreneur et homme politique italien. Il fut gouverneur de la Tripolitaine, ministre des Finances et président de la Confindustria.
Il est le père de Giovanni Volpi, entrepreneur et dirigeant sportif italien, organisateur de courses automobiles, fondateur de l'écurie de course Scuderia Serenissima et de l'entreprise de construction automobile Automobili Turismo e Sport.

## Biographie

### L'ascension
Orphelin de père et en raison du peu de moyen financier, Giuseppe Volpi doit abandonner ses études à l'université de Padoue et se rend dans l'Empire ottoman pour faire fortune. Devenu riche en exportant du tabac du Monténégro, il investit ses gains dans l'industrie naissante de l'électricité et en 1905, il rentre en Italie où il crée la SADE (Société adriatique d'électricité), obtenant une position importante dans le secteur de la production et de la fourniture d'énergie électrique .
En 1917, il est parmi les personnes qui participent à la réalisation du nouveau port Marghera et après la Première Guerre mondiale, il acquiert de prestigieuses chaînes d'hôtels gérant ainsi à Venise le Grand Hôtel et l'Excelsior.

### La période fasciste
Bien que franc-maçon, il adhère au fascisme et de 1922 à 1925 il est gouverneur de la  Tripolitaine. Dans cette fonction, il avalise la dure répression ordonnée par le général Rodolfo Graziani contre les indépendantiste libyens. En 1925, le titre de comte de Misurata lui est concédé par Victor-Emmanuel III, roi d'Italie. De 1925 à 1928, il est ministre des finances du gouvernement de Benito Mussolini : son action gouvernementale cherche à favoriser le rapprochement des capitalistes vers le fascisme.
Il est président de la Confindustria de 1934 à 1943. Il se fait le promoteur des intérêts du capitalisme italien auprès du régime, assurant en échange le soutien et la collaboration du monde industriel au fascisme et au projet politique mussolinien. Le soutien diminue à partir de 1943 lorsque les importantes destructions occasionnées aux infrastructures et aux établissements industriels italiens par l'offensive anglo-américaine — et la conscience que la guerre est irrémédiablement perdue — mettent en crise la politique et l'économie du pays.
Pendant les années où il est président de la Confindustria, Volpi est aussi président de la biennale de Venise et le principal promoteur de la 1re exposition internationale d'art cinématographique, aujourd'hui connu comme la mostra internationale d'art cinématographique de Venise. Pour cette raison, le prix du meilleur acteur et celui de la meilleure actrice (les « Coupes Volpi ») portent son nom.
Dans les premiers mois de 1943, Mussolini procède à un remaniement de son gouvernement qui touche Galeazzo Ciano et Alessandro Pavolini ainsi que Volpi qui est remplacé le 30 avril par le directeur général Giovanni Balella. Pour cette raison, Volpi ne participe pas à la séance du Grand Conseil du fascisme, auquel il participait de droit en sa qualité de président de la Confindustria, qui le 25 juillet destitue Benito Mussolini. Dino Grandi, qui est l'un des instigateurs de la chute du régime fasciste et un ami personnel de Volpi, ne l'en informe que le lendemain. C'est à cette période que Volpi, déjà souffrant à cause du diabète, commence à présenter les premiers symptômes de la maladie d'Alzheimer .

### Le déclin
Il tente par deux fois de s'enfuir en Suisse sans réussite (le 26 juillet et le 16 octobre). Le jour qui précède sa seconde tentative, il délègue l'administration de ses sociétés au comte Vittorio Cini. Il est arrêté par les SS et retenu plusieurs jours dans la prison de Via Tasso, mais compte tenu de son état, sur l'intervention du maréchal Rodolfo Graziani, il est libéré et rendu à sa famille.
Après la guerre, il est jugé à plusieurs reprises pour sa responsabilité pendant la période fasciste mais son état l'empêche de se présenter devant les juges et grâce à l'amnistie Togliatti et aux témoignages en sa faveur par des personnalités antifascistes, il est acquitté.
Sa tombe se trouve dans la Basilique des Frari à Venise.